# 道の駅高千穂
道の駅高千穂（みちのえき たかちほ）は、宮崎県西臼杵郡高千穂町にある国道218号の道の駅である。

## 施設
- 駐車場
  - 普通車：74台
  - 大型車：7台
  - 身障者用：2台
- トイレ
  - 男：大 4器（2器）、小 6器（2器）
  - 女：7器（4器）
  - 身障者用：2器（1器）

※（）内は、24時間利用可能
- 公衆電話
- 公衆FAX
- 食堂
- 農林水産物販売所
- 高千穂の夜神楽を代表する天鈿女命（あめのうずめのみこと）と手力雄命（たぢからおのみこと）のオブジェがある。

## 休館日
- 年中無休

## アクセス
- 国道218号 - 登録路線
  - 国道325号

## 周辺
- 高千穂町役場
- 高千穂警察署
- 五ヶ瀬川
- 窓の瀬ダム
- 高千穂峡
- 高千穂峡淡水魚水族館
- 高千穂神社
- 高千穂温泉
- 国見ヶ丘